# Boe-OFT 2
Boe-OFT 2 oftewel Boeing Orbital Flight Test 2, vaak kortweg aangeduid als OFT2 of OFT-2, is de tweede onbemande, orbitale testvlucht van de Boeing Starliner, een ruimtecapsule waarmee Boeing onder NASA’s Commercial Crew-programma  ruimtevaarders naar en van het ISS zal vervoeren. 
De van 19 mei tot en met 25 mei 2022 durende testvlucht werd noodzakelijk toen Boe-OFT, de eerste orbitale testvlucht geplaagd door softwarematige mankementen een aanzienlijk deel van zijn doelen, waaronder het benaderen en aankoppelen bij het ISS, niet behaalde en er na afloop een reeks problemen in de besturingssoftware van het voertuig en tekortkomingen in Boeings bedrijfsvoering en testprocedures werden ontdekt. 
In de voorbereiding liep Boeing ook bij deze vlucht tegen technische problemen aan waardoor de vlucht en daarmee het gereedkomen van de Starliner nog meer vertraging opliep. De extra testvlucht zou Boeing aanvankelijk 410 miljoen dollar kosten. Door de problemen die in de zomer van 2021 opdoken en de vertraging van pakweg een jaar moest Boeing nog eens 185 miljoen afboeken voor deze vlucht.

## Voorbereiding
Op 6 april 2020 maakte Boeing bekend nog een orbitale testvlucht te zullen uitvoeren. Met deze vlucht hoopte Boeing alle gestelde doelen alsnog te halen alvorens over te gaan tot de bemande testvlucht. Boeing had na het debacle 410 miljoen dollar gereserveerd om indien nodig de test te herhalen. Er was op 7 juli 2020, toen het onderzoek naar OFT-1 officieel werd afgerond met de publicatie van de te nemen stappen, nog geen doeldatum vastgesteld voor OFT-2. Steve Stich (manager Commercial Crew-programma) gaf aan dat het misschien eind 2020 kan maar dat de planning van het ISS erg vol zit. 
De doeldatum werd daarna verschoven naar 4 januari 2021 en op 10 december 2020 werd de doeldatum naar 29 maart bijgesteld. Op 25 januari 2021 was de geplande lanceerdatum enkele dagen vervroegd naar 25 maart en op 17 februari weer verlaat naar 2 april. Die vertraging hing samen met de sneeuwstorm die de staat Texas die week lam legde. Tijdens de NASA-briefing voor SpaceX Crew-2 die op 1 maart werd gehouden werd duidelijk gemaakt dat OFT-2 nog verder zou vertragen maar werd nog geen nieuwe doeldatum opgegeven. Een dag later werd mei als doelmaand genoemd. Op 6 mei verschoof de doeldatum naar 30 juli 2021.
Op 3 februari 2021 maakte Boeing Space bekend dat Starliner nr.2 met zijn servicemodule was geïntegreerd voor deze vlucht. Na deze vlucht wordt de capsule opgeknapt voor hergebruik tijdens vlucht Starliner-1 die naar alle waarschijnlijkheid een klein jaar later zal plaatsvinden.
Begin mei 2021 meldde Boeing dat er inmiddels een geslaagde vluchtsimulatie van vijf dagen was uitgevoerd.

## Technische problemen
Op 29 juli werd de in de weken daarvoor klaargemaakte raket op Lanceercomplex 41 klaargezet voor de geplande lancering die de volgende dag zou plaatsvinden. Diezelfde dag deed er zich in het ISS een probleem voor met de eerder die dag aangekoppelde Naoeka-module die zijn motoren ongecontroleerd startte. De lancering van OFT 2 werd daarop uitgesteld. De raket werd daarop weer terug naar de hangar gerold om op 2 augustus terug op de lanceerplaats te worden gezet. 
Op 3 en 4 augustus zouden zich weer lanceermogelijkheden voordoen. Op 3 augustus werd de vlucht weer uitgesteld. Ditmaal wegens een daags tevoren ontdekt euvel in de besturing van de stuurmotoren. De raket werd daarop weer naar de hangar van Lanceercomplex 41 gereden waar gepoogd wordt het defect te doorgronden en verhelpen. Er waren dertien stuwstofkleppen (de zogeheten oxidizer isolation valves) in de servicemodule die niet openden. Er werd al snel rekening mee gehouden dat de Starliner van de raket zou moeten worden gehaald en dat het probleem in de C3PF (constructie- en onderhoudshangar) op het Kennedy Space Center zou moeten worden verholpen. 
Verder zat er enige tijdsdruk op de lancering. De eerstvolgende geplande lancering vanaf SLC-41 was NASA’s ruimtesonde Lucy die halverwege oktober 2021 moest worden gelanceerd. Mocht de Starliner niet tijdig kunnen lanceren dan zou de raket uit elkaar moeten worden gehaald om ruimte te bieden aan de Atlas V die voor Lucy in elkaar moet worden gezet. De volgende lanceermogelijkheid zou zich dan in november 2021 voordoen mits Lucy vroeg in het lanceervenster zou worden gelanceerd zodat er daarna tijd zou zijn om de raket voor Boe-OFT 2 gereed te maken.
Ook moest de vlucht, in verband met de beschikbaarheid van de IDA-2-koppelpoort, voor de aankomst van SpaceX-bevoorradingsvlucht CRS-23 op 28 augustus zijn afgerond, wat een uiterste lanceerdatum op 21 augustus impliceerde. 
Op 13 augustus besloot Boeing dat de Starliner, zoals al werd gevreesd, inderdaad naar de C3PF moest worden verplaatst voor beter onderzoek en werd definitief afgezien van een lanceerdatum voor in augustus 2021. Lucy zou uiteindelijk met de eerste trap die aanvankelijk voor OFT-2 was bedoeld worden gelanceerd.
Tijdens een teleconferentie werd duidelijk dat de kleppen voordat de Starliner de fabriek had verlaten waren getest en nominaal werkten. De defecten bleken gemakkelijk te verhelpen, maar zolang de oorzaak ervan niet duidelijk is wordt de vlucht opgeschort. De Atlas V met Starliner had na het eerste uitstel van de lancering op 29 juli in een onweersbui gestaan waarbij er wat afwijkende waarden werden waargenomen en de bliksem dicht bij het platform was ingeslagen. Of er een verband was tussen het falen van de kleppen en dat onweer wordt onderzocht.
Halverwege september 2021 werd duidelijk dat Boeing het lanceervenster aan het eind van dat jaar hoogstwaarschijnlijk niet ging halen. Er was op dat moment nog geen duidelijkheid over de oorsprong van het defect. Begin oktober werd de verdere vertraging naar 2022 bevestigd.
Op 8 oktober 2021 meldde Boeing Space dat de meest waarschijnlijke oorzaak was gevonden. Een reactie tussen vocht en de oxidator distikstoftetraoxide had het defect veroorzaakt. Boeing besloot daarop, hoewel het onderzoek nog niet was afgerond, reeds correctieve en preventieve handelingen door te voeren. Er liggen daarvoor meerdere scenario’s op tafel.
Op 15 oktober 2021 werd duidelijk dat de vlucht waarschijnlijk pas halverwege 2022 wordt uitgevoerd. Op 13 december 2021 maakte Boeing bekend servicemodule SM-3 voor de OFT-2-Starliner te vervangen door servicemodule SM-4, die oorspronkelijk voor vlucht Boe-CFT was gereserveerd. Ook gaf Boeing aan dat ze het probleem inmiddels beter doorgronden en aan preventieve oplossingen werken.
Tien maanden later bleek dat Boeing en Aerojet Rocketdyne elkaar verweten de storing te hebben veroorzaakt. Volgens Boeing voldeden de door Aerojet Rocketdyne geleverde kleppen niet aan de eisen waardoor een chemische reactie optrad. Aerojet Rocketdyne is van mening dat Boeing de kleppen had gereinigd met middelen die de chemische reactie opwekten.

## Voorbereiding poging twee
Vanaf begin 2022 werd toegewerkt naar een lancering rond 20 mei 2022.
Op 13 april 2022 arriveerde de Atlas V-boostertrap op Cape Canaveral. Omdat ULA’s eigen transportschip RocketShip voor onderhoud in een droogdok lag en er als gevolg van de Russische invasie in Oekraïne geen Antonov An-124-transportvliegtuigen beschikbaar waren, verzorgde NASA het transport met hun schip de Pegasus dat normaliter voor het transport NASA’s SLS-raketten wordt gebruikt. De kosten voor deze vlucht waren op dat moment opgelopen tot ongeveer 595 miljoen dollar.
Op 20 april kwam de booster na een check-out aan bij de verticale-integratie-hangar (VIF) van lanceerplatform 41. Op 4 mei 2022 werd de Starliner vanuit C3PF de naar de VIF gebracht. Tijdens het vervoer viel onbedoeld een beschermkap van een van de ramen van de capsule. Deze beschermkap wordt normaliter voor de lancering verwijderd en het levert verder geen problemen op. Op 11 mei was de Flight Readiness Review waarbij alle betrokken partijen (o.a. Boeing, ULA, NASA, FAA en Space Delta 45) bekeken of alles gereed was om het draaiboek voor de lancering in werking te stellen. De Flight Readiness Review bracht geen problemen naar voren. 

## Lancering
Op 18 mei 2022 werd de Atlas V-N22-Starliner-combinatie van de VIF naar het lanceerplatform verplaatst. De lancering was gepland voor 19 mei 22:54:47 UTC. Vier en een half uur voor de geplande lancering meldde Boeing dat de oxidizer isolation valves succesvol voor de zevende en laatste keer waren getest. Een half uur voor de lancering werden ze operationeel geopend. 
De lancering verliep normaal en de orbital insertion, waarbij het tijdens vlucht OFT 1 misging, resulteerde in het bereiken de juiste baan. Een ruim half uur na de lancering lag de Starliner op koers naar het ISS.
Een paar uur na de lancering werd bekendgemaakt dat twee  OMAC-stuwers niet naar behoren werkten tijdens de veertig seconden durende orbitaleinsertiestoot die normaliter door vier van de twaalf OMAC-stuwers (Obital Manoeuvring and Attitude Controll) wordt uitgevoerd. Eén viel na een seconde uit. De boordcomputer schakelde daarom automatisch op een reserve-OMAC over die het na 25 seconden ook begaf. Boeing gaf aan ook zonder de twee defecte stuwers de missie te kunnen voltooien. Voor het aankoppelen worden de RCS-stuwers gebruikt. De OMAC-stuwers zijn pas voor de terugkeerstoot aan het einde van de missie weer nodig.

## Rendez-vous en aankoppeling
De aankoppeling was gepland voor ongeveer 20 mei 23:10 UTC. De Starliner volgt hetzelfde aanvliegprotocol als de Dragon 2. Tijdens het benaderen van het ISS bleek er echter een discrepantie tussen de positiedata van het ISS en die van de Starliner. Het systeem van het ISS bleek foutief de Starliner niet exact op de plaats weer te geven waar die daadwerkelijk was. De Starliner bleek op de correcte koers te liggen. De verwarring leverde wel enige vertraging op waardoor de aankoppeling toen de Starliner tot op tien meter was genaderd met vijftig minuten moest worden uitgesteld omdat men de schaduw van de aarde zou binnen vliegen terwijl een aankoppeling bij daglicht wenselijk was. 
In de tussentijd was er een probleem met de koppelring van de Starliner die moest worden gereset, waarbij deze werd ingetrokken en opnieuw uitgeschoven. Dit proces nam nog eens 30 minuten in beslag. Op 21 mei om 00:28 UTC werd soft capture bij poort IDA-2 bewerkstelligd en de hard capture was een paar minuten later succesvol. Het luik werd pas de volgende morgen geopend. Astronaut Bob Hines ging als eerste de Starliner binnen.

## Terugkeer
Op 24 mei 2022 om 18:00 UTC werd het luik van de Starliner weer gesloten. De afkoppeling werd de volgende dag volgens plan om 18:36 uitgevoerd waarna Starliner middels een trage omtrekkende beweging de veiligheidszone van het ISS verliet alvorens met behulp van de OMAC’s meer afstand kon worden genomen. 
Enkele uren later om 22:49 UTC maakte de Starliner op het eerste gezicht zonder problemen touchdown in White Sands, New Mexico, vlak bij de plaats waar Spaceshuttle Columbia in 1982 landde aan het eind van missie STS-3. Kort na de landing werd er een zeer kleine hoeveelheid hydrazine in de lucht rond de capsule gemeten waarop de bergers uit veiligheidsoverwegingen enige afstand namen tot alles veilig werd geacht.
Een paar uur later gaf Steve Stich, NASA’s hoofd van het Commercial Crew-programma, aan dat er zich ook tijdens de terugkeerstoot mogelijk een probleem heeft voorgedaan met een van de twaalf OMAC-stuwers. De problemen met de OMAC-stuwers worden overigens niet als ernstig gezien. Ze worden gezocht in overschrijdingen van zeer conservatief ingestelde temperatuurbegrenzingen terwijl de koeling van de stuwers in de praktijk net iets minder effectief was dan verwacht en waarschijnlijk anders moet worden ingesteld.

## Trivia
- OFT 2 moest de honderdste lancering vanaf Lanceercomplex SLC-41 worden, maar door de vertraging ging de honderdste lancering aldaar nu naar ruimtesonde Lucy. OFT 2 werd uiteindelijk de 104e lancering vanaf dat platform. OFT 2 werd wel de 150e lancering van United Launch Alliance.
- Hoewel de Aerojet Rocketdyne AJ-60-hulpraketten voor de meeste Atlas V-vluchten zijn vervangen door Northrop Grumman GEM-63’s werden voor deze lancering nog wel AJ-60’s gebruikt.